# Provincia di Ferreñafe

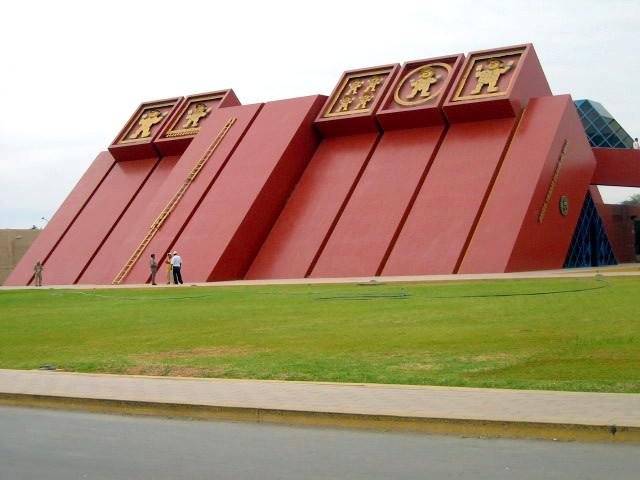
Museo

La provincia di Ferreñafe è una delle tre province della regione di Lambayeque, nel Perù.
Istituita il 17 febbraio 1951 ha come capoluogo la città di Ferreñafe.

## Superficie e popolazione
- 1 578,60 km²
- 94 731 abitanti (nel 2005).

## Provincie confinanti
Confina a nord e a ovest con la provincia di Lambayeque; a est con la regione di Cajamarca; e a sud con la provincia di Chiclayo.

## Geografia antropica

### Suddivisioni amministrative
È divisa in sei distretti:
- Cañaris
- Ferreñafe
- Incahuasi
- Manuel Antonio Mesones Muro
- Pitipo
- Pueblo Nuevo

## Festività
- Settimana santa
- 25 aprile: Signore della Giustizia
- 13 dicembre: Santa Lucia da Siracusa